# ルスラン・ミンガゾフ
ルスラン・ミンガゾフ（Ruslan Mingazov、1991年11月23日 - ）は、トルクメニスタン・アシガバード出身のサッカー選手。香港・香港プレミアリーグの傑志体育会に所属している。ポジションはMF。父親のカミル・ミンガゾフもサッカー選手であった。

## 経歴
2009年4月14日に行われたAFCチャレンジカップ2010予選のモルディブ代表との試合でトルクメニスタン代表デビューを果たした。

## 代表歴

### ゴール
| #  | 開催年月日    | 開催地              | 対戦国               | 勝敗  | 試合概要                               |
| -- | ------------- | ------------------- | -------------------- | ----- | -------------------------------------- |
| 1. | 2009年4月16日 | マレ,モルディブ     | ブータン             | ○ 7-0 | AFCチャレンジカップ2010予選            |
| 2. | 2012年3月8日  | カトマンズ,ネパール | モルディブ           | ○ 3-1 | AFCチャレンジカップ2012                |
| 3. | 2015年6月16日 | ダショグズ,イラン   | イラン               | △ 1-1 | 2018 FIFAワールドカップ・アジア2次予選 |
| 4. | 2017年5月28日 | カトマンズ,ネパール | チャイニーズタイペイ | ○ 2-0 | AFCアジアカップ2019 (予選)・3次予選    |

## タイトル
SKスラヴィア・プラハ
- MOLカップ : 2017-18